# カウンタックーズ
カウンタックーズは劇団あぁルナティックシアター所属のコントグループの一つ。かつては劇団の公演に伴っておまけとしてコントショーを行っていたが、親川・久保の活動休止に伴い、グループとしての活動は激減している。また、赤英が死去する前の病欠期間と死後の2009年・2010年には同劇団の萩原らを含めたメンバーでショーを行った。2016年に佐々木輝之が役者からの完全引退を宣言し、2017年10月に橋沢・親川・久保・萩原の4人で解散公演を行った。
また、同劇団内の若手による「カウンタックーズ（偽）」という跡継ぎグループも存在する。

## メンバー
- 親川幸世/1976年7月4日生まれ。沖縄県島尻郡南風原町出身。現在活動休止中。
- NC赤英/1967年3月15日生まれ。2010年1月4日死去。静岡県掛川市出身。
- 橋沢進一/1965年12月15日生まれ。東京都江戸川区出身。
- 佐々木輝之/1967年10月4日生まれ。埼玉県入間市出身。現在活動休止中。
- 久保広宣/1972年8月13日生まれ。千葉県千葉市若葉区出身。現在活動休止中。
- 萩原幹大/NC赤英の代理として2009年9月から参加したが、現在活動休止中。

## 出演

### テレビ
- 相棒新春SP
- 愛と友情のブギウギ
- 特命係長 只野仁SP
- おとなの夏休み
- 愛のソレア
- 新撰組!
- 妻の卒業式
- 彼女が死んじゃった。

### 映画
- 妖怪大戦争
- タナカヒロシのすべて

### CM
- サンドラッグ
- DOMO
- マクドナルド